# 棕类岬蛛
棕类岬蛛（学名：Pronoides brunneus）为园蛛科类岬蛛属的动物。分布于日本以及中国大陆的北京、山西、陕西、四川、甘肃等地。该物种的模式产地在甘肃。